# Férin
Férin é uma comuna francesa na região administrativa de Altos da França, no departamento de Nord. Estende-se por uma área de 5,52 km². Em 2010 a comuna tinha 1 486 habitantes (densidade: 269,2 hab./km²).